# 五十嵐播水
五十嵐 播水（いがらし ばんすい、1899年1月10日 - 2000年4月23日）は、日本の俳人、内科医。本名は久雄（ひさお）。兵庫県出身。

## 経歴
姫路市鍛冶町に生まれる。野里尋常小学校、姫路中学校、第三高等学校を経て、1923年京都帝国大学医学部卒業。卒業後に松尾内科勤務を経て、神戸市立中央市民病院に勤務。同病院の副院長・院長を1959年まで務める。1961年に神戸市生田区で五十嵐内科を開業、1993年まで医師として務めた。
大学在学中の1920年より句作をはじめ、京大三高俳句会で高浜虚子と出会い師事する。1922年、「京鹿子」同人。1930年、山本梅史の跡を継いで「九年母」選者。1932年、「ホトトギス」同人。1933年、山口誓子・水原秋桜子・日野草城・鈴鹿野風呂らと共に「京大俳句」創刊に参加。1934年、「九年母」の発行所を神戸に移し主宰。1968年、兵庫県文化賞、1973年、神戸市文化賞、1979年、神戸新聞平和賞、1989年、兵庫県高齢者特別賞を受賞。2000年没、101歳。
虚子没後も「ホトトギス」最年長同人として尽力。海港を詠んだ叙情句を得意とし「港の播水」といわれた。妻は五十嵐八重子、息子は五十嵐哲也で共に俳人。哲也は播水の死後に「九年母」主宰を継いだ。

## 著書
- 播水句集（1931年）
- 月魄（1940年）
- 埠頭（1942年）
- 一頁の俳話（1943年）
- 石蕗の花（1954年）
- 句作雑話（1960年）
- 老鶯（1971年）
- 虚子門に五十余年（1977年）
- 秋燕（1980年）
- 播水遺句集（2000年）

## 歌碑
- 姫路市 - 射楯兵主神社・野里小学校
- たつの市 - 龍野公園聚遠亭
- 加古川市 - 鶴林寺
- 神戸市 - 須磨寺・天上寺・須磨浦公園
- 伊都郡高野町 - 光臺院
- 田辺市 - 滝尻王子